# Armstrong (Oklahoma)
Armstrong es un pueblo ubicado en el condado de Bryan en el estado estadounidense de Oklahoma. En el año 2010 tenía una población de 105 habitantes y una densidad poblacional de 525 personas por km².

## Geografía
Armstrong se encuentra ubicado en las coordenadas 34°3′9″N 96°20′39″O / 34.05250, -96.34417 (34.052530, -96.344193).

## Demografía
Según la Oficina del Censo en 2000 los ingresos medios por hogar en la localidad eran de $27,292 y los ingresos medios por familia eran $30,556. Los hombres tenían unos ingresos medios de $20,833 frente a los $18,125 para las mujeres. La renta per cápita para la localidad era de $12,765. Alrededor del 16.2% de la población estaban por debajo del umbral de pobreza.